# Aporophyla obscura
Aporophyla obscura är en fjärilsart som beskrevs av Barend J. Lempke 1964. Aporophyla obscura ingår i släktet Aporophyla och familjen nattflyn. Inga underarter finns listade i Catalogue of Life.